# Kurzschwanz-Zuckermaus
Die Kurzschwanz-Zuckermaus (Zygodontomys brevicauda) ist ein in Mittel- und Südamerika verbreitetes Nagetier in der Familie der Wühler. Die Population wurde zeitweilig als Synonym der Ecuador-Graslandmaus geführt, die jedoch zur Gattung Necromys zählt.

## Merkmale
Die Exemplare sind ohne Schwanz 140 bis 160 mm lang, die Schwanzlänge beträgt 100 bis 120 mm und das Gewicht liegt bei durchschnittlich 57 g. Es sind 23 bis 27 mm lange Hinterfüße und 16 bis 19 mm lange Ohren vorhanden. Oberseits ist das Fell gesprenkelt braun und auf der Unterseite kommt etwas helleres Fell vor. Weiterhin besitzt der Schwanz eine dunkle Ober- sowie eine helle Unterseite. An den Hinterfüßen sind die drei mittleren Zehen auffällig kleiner als der große Zeh und der fünfte Zeh. Weibchen besitzen acht Zitzen. In Regionen, in denen sich das Verbreitungsgebiet mit der Kolumbien-Zuckermaus (Zygodontomys brunneus) überlappt, ist die Kurzschwanz-Zuckermaus kleiner. Zusätzliche Abweichungen bestehen im Aufbau des Schädels und der Zähne. Der diploide Chromosomensatz enthält 84 bis 88 Chromosomen (2n=84–88).

## Verbreitung
Das Verbreitungsgebiet reicht vom südwestlichen Costa Rica über Panama, Kolumbien und Venezuela bis in angrenzende Gebiete Brasiliens und in die Region Guyanas. Die Art kommt auch auf Trinidad und Tobago vor. Sie hält sich auf Grasflächen, im Marschland, auf Waldlichtungen und in Landwirtschaftsgebieten auf.

## Lebensweise
Die Kurzschwanz-Zuckermaus sucht nachts nach Nahrung und hält sich auf dem Boden auf. Sie frisst Pflanzensamen, Früchte und grüne Pflanzenteile. Zusätzlich zählen Zuckerrohr, Reispflanzen und gelegentlich Insekten zur Nahrung. Dieses Nagetier gräbt Erdlöcher oder legt sein Nest in vorhandenen Tunneln an und polstert es mit Gras oder anderem Pflanzenschrot. Die Fortpflanzungszeit reicht in Venezuela über das ganze Jahr. Weibchen gebären durchschnittlich vier Nachkommen pro Wurf.
Laut anderen Abhandlungen enthält ein Wurf bis zu 11 Neugeborene. Diese wiegen nach etwa 25 Tagen Trächtigkeit 3 bis 4 g. Sie sind blind, zahnlos und haben nur einen leichten Flaum auf dem Körper. Die Nachkommen öffnen die Augen nach etwa sechs Tagen und erhalten etwa 16 Tage Muttermilch. Die Geschlechtsreife tritt bei Weibchen nach drei bis vier und bei Männchen nach sechs bis acht Wochen ein.

## Gefährdung
Die IUCN listet die Art als nicht gefährdet (least concern) aufgrund fehlender Bedrohungen und einer stabilen Gesamtpopulation.